# Falkenau (Flöha)
Falkenau – dzielnica miasta Flöha w Niemczech, w kraju związkowym Saksonia, w okręgu administracyjnym Chemnitz, w powiecie Mittelsachsen. Do 30 września 2011 była to samodzielna gmina.